# Marguerite Henry-Rosier
Marguerite Henry Rosier (1877-1962) née Émilie Joséphine Marguerite Bouin le 14 octobre 1877 à Dole et morte le 22 janvier 1962 dans la même ville, est une femme de lettres française.

## Biographie
Romancière, poète, historienne elle était mariée à Henri Rosier, entrepreneur en tannerie à Dôle ; elle était jurée du prix Louis Pergaud, membre de Société des Gens de Lettres, présidente de l'association des amis jurassiens de Lamartine.

## Œuvres
- Celle qui passe (Plon-Nourrit, 1911)
- L'humble souffrance : les enfants, les vieux (La Revue hebdomadaire, 7 avril 1917, lire en ligne lire en ligne sur Gallica)
- Le chagrin sous les vieux toits, recueil de nouvelles (E. de Boccard, 1918)
- Gilbert Tiennot (B. Grasset, 1920)
- Un printemps de jeunesse : Lamartine dans le Jura (La Revue hebdomadaire, 21 août 1926) Lire en ligne
- Le monde est à toi (A. Lemerre, 1929)
- La jeunesse de Charles Nodier (Revue de France, 15 mai 1930)
- La vie de Charles Nodier (Gallimard 1931)
- Prestiges de Rome ; dessins de Chapelain-Midy (Maison de la Bonne Presse, 1936)
- Rouget de l'Isle (Gallimard, 1937)
- La dame du lac (Paris, impr.-édit. G. Enault 77, rue de Rennes, 1938)
- Franche-Comté (Paris, F. Lanore, 1939)
- Dans la barbarie mérovingienne : saint Colomban (Éditions Spes, 1950) Télécharger
- Mesure de la joie, recueil de poèmes (Éditions du Dauphin, 1951)
- L'Écolier de Brienne (F. Lanore, 1957)
- Le jeune Molière (F. Lanore, 1958)
- La jeunesse de Pasteur (Luçon, impr. S. Pacteau, 1960)
- Les prouesses d'Achille (Luçon, impr. S. Pacteau, 1960
- Vercingétorix ; illustrations de Henri Dimpre (F. Lanore, 1961)
- La ronde des jours (Plon-Nourrit, sans date)
- Le mariage de Nodier, comédie inédite (ms. 463 BM. de Dole)

Quelques poèmes
- Berceuse
- Nuit de juin
- Le retour
- Vers pour Louis Pergaud

## Distinctions et postérité
Prix de l’Académie française
- 1921 - Prix Montyon pour Gilbert Tiennot
- 1938 - Prix Montyon pour Rouget de Lisle
- 1951 - Prix Montyon pour Dans la barbarie mérovingienne : saint Colomban
- 1953 - Prix Paul Labbé-Vauquelin pour Mesure de la joie[2]
- Création du prix Marguerite Henry Rosier pour le meilleur recueil de poésie
- Une rue de Dole porte son nom